# 埃里克·普尔加
埃里克·安东尼奥·普尔加·法尔范（西班牙語：Erick Antonio Pulgar Farfán；1994年1月15日—），智利足球运动员，司职中后卫及中場，現效力於巴西足球甲級聯賽球會法林明高。智利国家足球队成員。